# Numero di unità militare

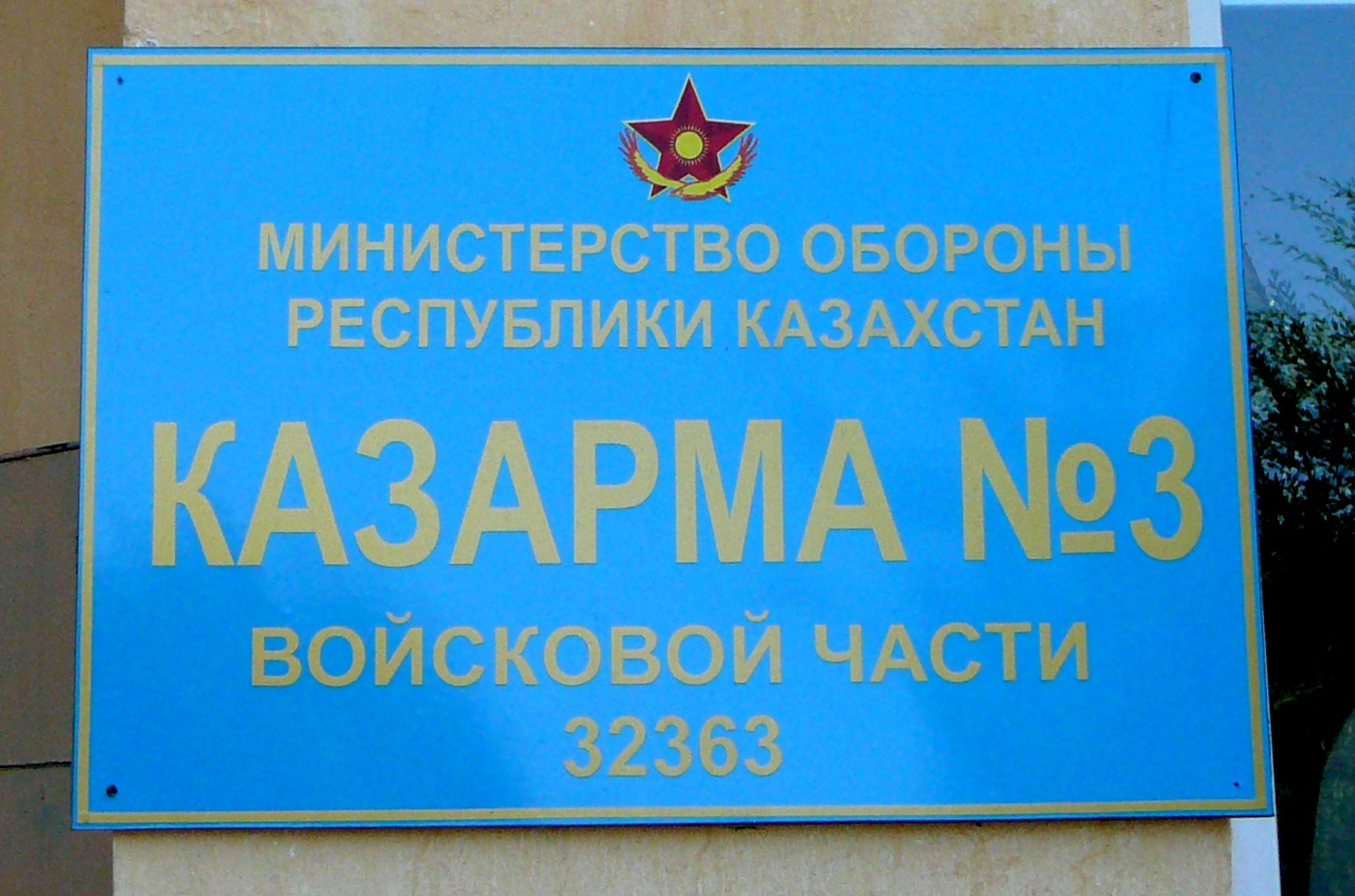
L'insegna sulla caserma della 35ª Brigata d'assalto aereo dell'esercito kazako, si nota, in basso, il numero di unità militare di quest'unità: 32363

Il numero di unità militare (in russo номера войсковой части?; in ucraino військова частина?; in bielorusso вайсковая часць?) è una designazione numerica alternativa utilizzata per le forze armate e le guardie nazionali negli Stati post-sovietici ed ereditato da costoro dall'Unione Sovietica. Per quanto riguarda la Russia, ad esempio, tale sistema è utilizzato sia per le forze armate della Federazione Russa, sia per la Guardia Nazionale della Federazione Russa
Per l'esercito, il numero di unità militare è assegnato a ogni singola unità (corpo, divisione, brigata, ecc...), mentre per la marina militare tale numero è assegnato a ogni singola nave.
Introdotto dalle forze armate sovietiche a partire dal 1932, il numero di unità militare ha valore ufficiale e legale nel mantenimento della documentazione ufficiale. Esso viene utilizzato nei rapporti tra unità e istituzioni militari, e nei rapporti con dipartimenti civili, organizzazioni, imprese e singoli cittadini, nonché per l'indirizzamento e l'inoltro di ogni tipo di corrispondenza, telegrammi e carico militare.

## Bielorussia, Kazakistan, Russia e Tagikistan
Nelle forze armate dell'Unione Sovietica, era stata adottata la pratica secondo cui la numerazione delle unità militari subordinate al ministero della difesa era composta da 5 cifre, mentre la numerazione delle unità militari subordinate al ministero degli affari interni (quindi la guardia nazionale o "Truppe Interne") e al KGB (quindi le truppe di frontiera e le truppe per le comunicazioni governative) erano composte da 4 cifre. Tale sistema è stato mantenuto dalla Repubblica di Bielorussia, dal Kazakistan, dal Tagikistan e dalla Federazione Russa.. 
In particolare, poi, le unità e le istituzioni di stanza nel territorio della Federazione Russa hanno il nome in codice "Unità militare" (Войсковая часть) più il numero di unità, mentre quelle dislocate al di fuori della Federazione Russa hanno nome in codice: "Unità militare - posta da campo" (Войсковая часть - полевая почта) più il numero di unità. Nel caso in cui siano presenti delle sottosezioni dell'unità, allora il codice può essere seguito da una lettera dell'alfabeto russo. 
Così ad esempio, Войсковая часть - полевая почта 89933, ossia "Unità militare - posta da campo 52388", indicava il nome in codice della 7ª Brigata speciale di motorizzata di fucilieri, di stanza a L'Avana, la capitale cubana, mentre Войсковая часть 06017, ossia "Unità militare 06017", indica la 336ª Brigata di fanteria di marina della Guardia, di stanza a Baltijsk, nell'oblast' di Kaliningrad, e Войсковая часть 51460 indica la 64ª Brigata fucilieri motorizzata, con sede a Knyaze-Volkonskoye, nell'Estremo Oriente russo.

## Polonia
Nelle forze armate della Repubblica di Polonia, ad ogni formazione è stato assegnato un numero univoco che viene utilizzato nella corrispondenza commerciale e privata. A partire dal 1946 ad oggi, ogni formazione è quindi indicata come Jednostka Wojskowa (ossia "unità militare" in polacco, più un numero di quattro cifre).
Così ad esempio l'unità della marina polacca Jednostka Wojskowa Formoza, è designata come Jednostka Wojskowa 4026.

## Ucraina
Alle unità militari delle forze armate e del ministero della difesa dell'Ucraina è stato assegnato un codice di quattro cifre preceduto dalla lettera "A" (così ad esempio la 24ª Brigata meccanizzata è identificata come Військова частина А0998, ossia "Unità militare A0998"). Le unità militari della Guardia nazionale utilizzano invece un numero di quattro cifre senza nessuna lettera. Infine, le unità militari del Servizio di trasporto speciale statale hanno un codice di quattro cifre preceduto dalla lettera "T".